# 제일역
제일역(霽日驛)은 지금의 경기도 용인시 처인구 양지면 제일리에 자리했던 수려선의 역이다. 현재는 역이 있던 자리가 공터로 남아있다.

## 역사
- 1930년 12월 1일 : 수원-이천 간 개통과 함께 영업 개시 (배치간이역)[1]
- 1969년 8월 1일 : 무배치간이역으로 격하[2]
- 1972년 4월 1일 : 수려선 폐선과 함께 폐지[3]